# 多格敦 (加利福尼亞州馬里波薩縣)
格敦（英語：Dogtown）是位於美國加利福尼亞州馬里波薩縣的一個非建制地區。該地的面積和人口皆未知。

## 地理
格敦的座標為37°42′08″N 120°07′41″W / 37.70222°N 120.12806°W，而該地的平均海拔高度為787米（即2582英尺）。